# 宝莲灯

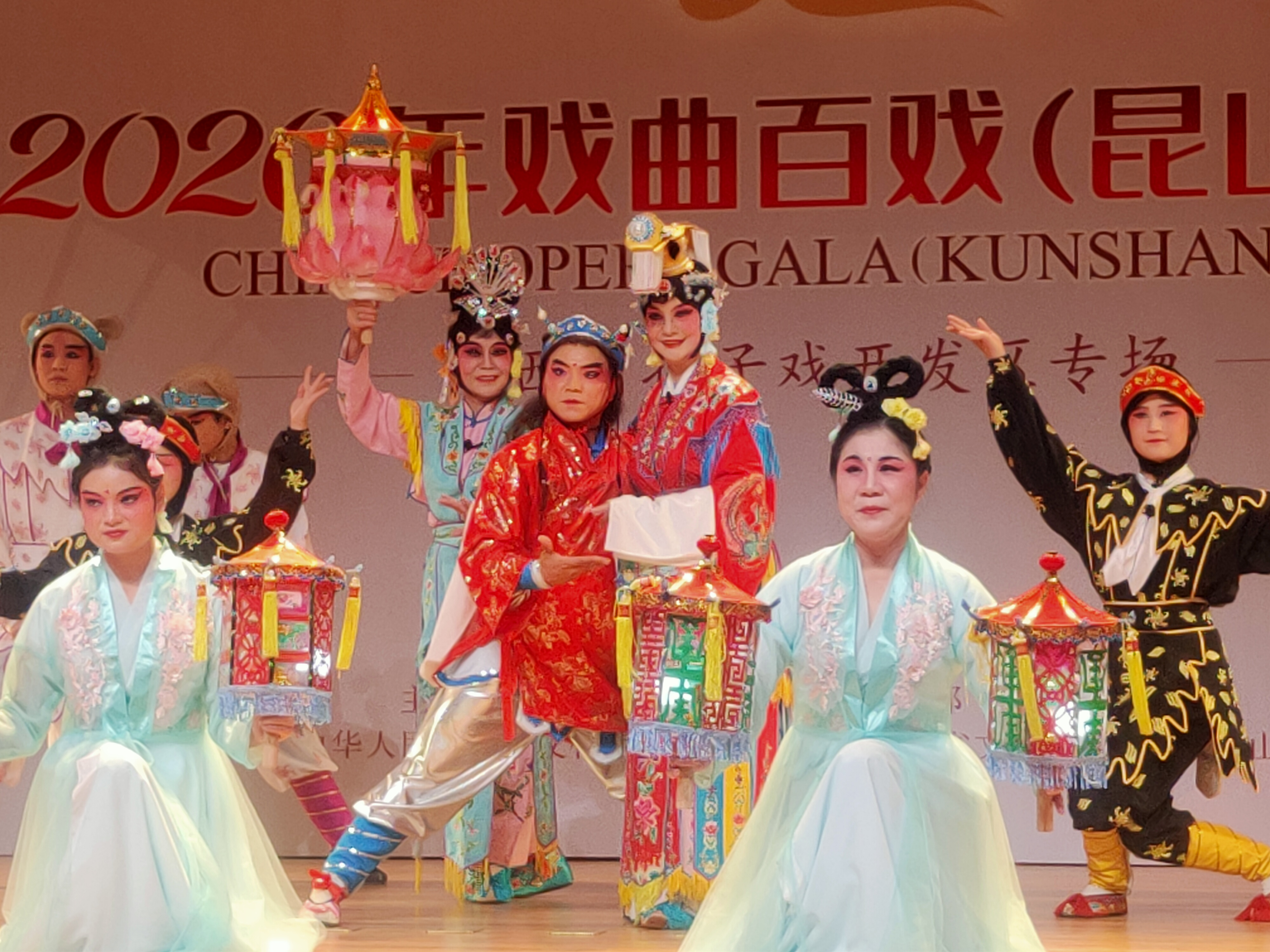
宁河戏《宝莲灯》剧照。沉香救母成功，后面举着宝莲灯的是三圣母的侍女朝霞。

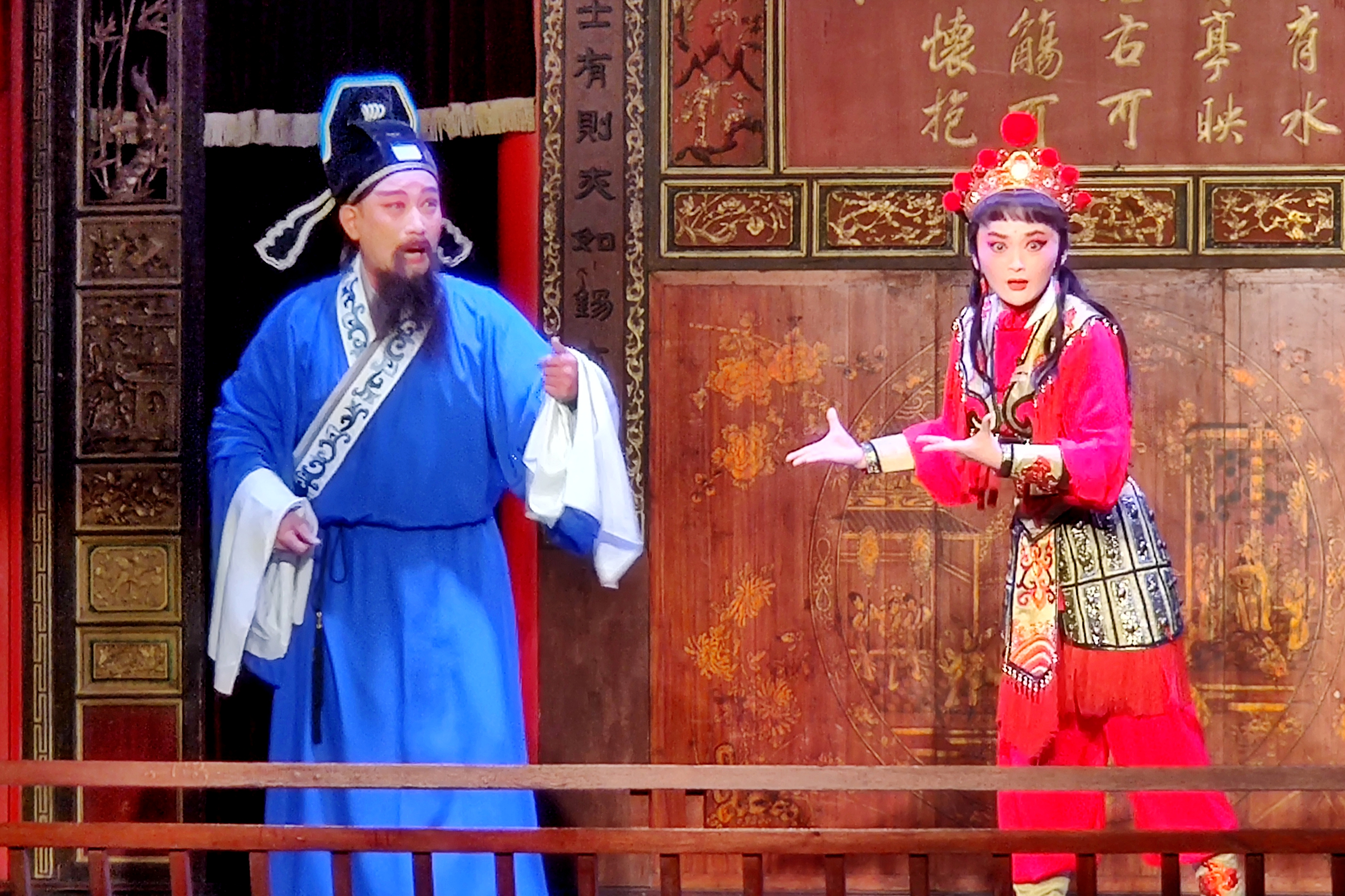
徐州梆子《华山情仇》剧照。沉香（朱倩/饰）和刘彦昌（武强/饰）。

《宝莲灯》，又名《劈山救母》，是中国古代神话传说之一，并有多个不同版本的戏剧和说唱文本。
該民間傳說與《天仙配》、《牛郎織女》相同，也是以仙女違反天規、私配凡夫的故事來進行敘述。後半段又承接了《白蛇傳》故事中“救母”的情節。反映了中華文化的孝道精神。
主要角色有華岳神女三聖母（部分連環畫和戲劇稱為“三聖公主”）、凡間書生劉彥昌（部分戲劇又叫劉玺或劉錫。《沉香宝卷》、《新编说唱沉香太子全传》和《新编说唱宝莲灯华山救母全传》等文本叫劉向，字彥昌，版本不一）、三聖母與劉彥昌之子沉香，三聖母的侍女朝霞，三聖母的哥哥二郎神以及沉香的師傅霹雳大仙（霹雳大仙出自《新刻宝莲灯救母故事全传》和《沉香救母雌雄剑》，而在《新编说唱沉香太子全传》中则是何仙姑）。
而宝莲灯本身，是出自小说《八仙得道传》，是泰山圣母的法宝，功能是照明和驱除邪魅之用，但在清末建国的民间故事《宝莲灯》里成为华山三圣母的法宝。

## 故事背景

### 沉香劈山救母
《寶蓮燈》是流傳已久的神話故事，主要流播於說唱文學，在宋、元時期開始以戲曲的形式進行演繹，有南戲《劉錫沉香太子》、北雜劇《沉香太子劈華山》等，這些戲曲劇本皆已失傳。
根據元代钟嗣成《录鬼簿》記載，沉香故事最早起源於元雜劇《沉香太子劈華山》（张时起作），以及《华山缘》传奇（王紫涛作）；钱曾的《也是园书目》記載元代時还有李好古所作的雜劇《劈華山救母》（另一作《巨靈神劈華岳》）；明朝徐渭的《南词叙录》還記載宋、元南戲亦有《劉錫沉香太子》。
現今的故事內容都是在清代的新编唱本鼓词中窥得。现在僅存的书面文本主要有宝卷《沉香寶卷》、《新编说唱沉香太子全传》、《新刻宝莲灯救母故事全传》；彈詞《新编说唱宝莲灯华山救母全传》；南音《沉香太子南音》；鼓词《沉香救母雌雄剑》，這些文獻均被杜颖淘收录于《董永沉香合集》（上海出版公司、1955年12月出版）之中。
刘向与华岳三娘结合的情节，早在唐代文人戴孚的《廣異記》〈華嶽神女〉就有所记载。到了清代，在宝卷《新编说唱沉香太子全传》、《新刻宝莲灯救母故事全传》；弹词《新编说唱宝莲灯华山救母全传》和鼓词《沉香救母雌雄剑》中都增加了刘向在华岳三娘被压在华山下以后，另娶王氏女的情节。这使沉香有了两个母亲，一个是亲生母亲华岳三娘，另外一个是继母王氏。清代文人焦循所作的《劇說》中還记载，乾隆、嘉庆年间，安庆梆子曾搬演《沉香太子劈山救母》，之後的川剧、汉剧、湘剧、徽剧、晋剧、滇剧、秦腔、河北梆子都出演過此劇，成为了传统的保留剧目。戏剧中都有一出《二堂舍子》（又名《宝莲灯》或《打子放逃》），讲述刘彦昌在三圣母被压在华山下以后中了状元，又另娶了宰相之女—王桂英为妻，生一子名唤秋儿。越剧《二堂放子》与《二堂舍子》的内容大同小异，故事内容基本上都是以《新编说唱沉香太子全传》为蓝本。最有名的是河北省河北梆子剧院创排于1959年的经典剧目《宝莲灯》，1960年正式搬上舞台，荣获文化部优秀保留剧目大奖。这是剧作家王昌言在河北梆子传统剧目《劈山救母》旧本的基础上参照舞剧《宝莲灯》改编而成，并删去了刘彦昌再娶王桂英和生子秋儿等情节，后来于1976年摄制的彩色舞台戏曲艺术片《宝莲灯》（北京电影制片厂摄制）便是这个版本。

### 杨二郎劈山救母
另外，根据沉香劈山救母的故事又衍生出了二郎神劈山救母的故事。在明朝嘉靖三十四年（1555年）《清源妙道顯聖眞君一了眞人護國佑民忠孝二郎開山寶卷》（作者不详）中講述了二郎神的身世，臨凡金童楊天佑，與斗牛宮的仙女“雲花侍長（雲花女）”（并非是西王母的女儿雲華夫人瑤姬）發生了關係，因此雲花生下一子楊二郎。於是孫行者奉命將雲花壓在了太山（文中又說是太行山）之下，而楊二郎則被斗牛宮里的西王母帶上天宮撫養。楊二郎長大後得知了此事，於是在王母娘娘的帮助下擔山趕日、劈山救母，最後楊二郎拿住孫行者，将其壓在了太山根。
在明朝吴承恩所作的小说《西遊記》中，首次出現了二郎神是玉帝外甥的說法。孫悟空挖苦楊二郎說：“我記得當年玉帝妹子思凡下界，配合楊君，生一男子，曾使斧劈桃山的，是你麼？”
後來在清代又出了北京致文堂刻本《新出二郎劈山救母全段》（又名《新抄楊二郎劈山救母》）。版本不一，清代弹词《宝莲灯华山救母》中在沉香劈山救母的故事外，又增加了楊二郎劈桃山救母的开篇序言，略谓：
“西汉书生杨天佑修道桃山，张仙姑下山与杨配合，生一男一女，男名二郎，女名三娘。事闻玉帝，敕旨压仙姑于桃山以罚之，得二郎劈山救免。”
清代彈詞《新编说唱宝莲灯华山救母全传》也有內容相似的開場引子：
“话说西汉明帝年间，湖广荆州府有一书生杨天佑，在桃山洞中修煉，斗牛宫张仙姑下凡，与他配合婚姻，生下一男一女，男名二郎，女名三娘。事被玉皇闻知，大怒，降旨将仙姑压在桃山受苦。后来二郎劈山救母，玉帝见喜，封二郎为西川灌口妙道真君，三娘封为西岳华山三仙圣母，两处享受香火。”
關於二郎神的父親，名字均為“楊天佑”。而二郎神母親的說法則各不相同。清代刻本《新出二郎劈山救母全段》中是玉帝的三女兒—“張三姐”，封号为“白莲公主”；河洛大鼓《二郎劈山救母》中也是玉帝的女兒—“張三姐”；淮海锣鼓词《杨二郎担山救母》中是玉帝的三妹—“張三姐”；清代陕西汉剧《破桃山》中名为“张雲台”。

### 巨灵神劈山
明·吴同春《太华双游记》：“从者具饭，饭已，登巅观，巨灵迹，又北上登肺石观，舍身崖。崖傍有石，窦大，容十数人，道士曰：此天罗地网，昔巨灵母压于此，巨灵劈山得出说

### 王泰劈山
清末无垢道人的《八仙得道传》则是二郎神外甥的王泰劈华山

## 基本內容
以下故事概述參考根據同名川劇、舞劇改編的連環畫《寶蓮燈》（四川人民出版社、1980年7月出版）。
仙女三圣母住在華山聖母宮中，常年與松鶴白雲為伴，感到十分孤寂。她趁着二郎神上天赴宴之時，帶着侍女朝霞出宮遊玩。書生劉彥昌到京城赴考落第，為解愁悶獨自到華山上遊玩，在那裡他遇到了三聖母，他們彼此情投意合，并結為了夫妻。後來，三聖母生下了一個兒子，取名叫沉香。不久之後，三聖母的哥哥二郎神楊戩發現了此事，為了維護天規和家法，二郎神决定捉拿三聖母，并除掉她的丈夫和孩子，但是他卻懼怕鎮山之寶—寶蓮燈的威力。於是二郎神便從三聖母手中騙走了寶蓮燈，之後將三聖母給鎮壓在了華山底下。三聖母的侍女朝霞避開二郎神的搜查，偷偷带着劉彥昌和沉香逃離了華山。十六年後，沉香拜霹靂大仙為師，學成一身武藝，重返華山奪回了寶蓮燈，打敗了二郎神。沉香使用神斧劈開華山，救出了三聖母，一家三口最終得以團聚。
另外，任率英所繪連環畫《劈山救母》（人民美術出版社）中說三聖母的寶蓮燈神光萬丈。三聖母為神仁慈，時常不辭勞苦，用神燈指引入山迷路的人。

## 文獻記載

### 廣異記
唐代·戴孚《廣異記》〈華嶽神女〉：
近代有士人應舉之京，途次關西，宿於逆旅舍小房中。俄有貴人奴僕數人云：「公主來宿。」以幕圍店及他店，四五所。人初惶遽，未得移徙。須臾，公主車聲大至，悉下。店中人便拒戶寢，不敢出。公主於戶前澡浴，令索房內，婢云：「不宜有人。」既而見某，群婢大罵。公主令呼出，熟視之，曰：「此書生頗開人意，不宜挫辱。」第令入房。浴畢召之，言甚會意。使侍婢洗濯，舒以麗服，乃施絳帳，鋪錦茵，及他寢玩之具，極世奢侈，為禮之好。明日，相與還京。公主宅在懷遠里，內外奴婢數百人，榮華盛貴，當時莫比。家人呼某為「駙馬」，出入器服車馬，不殊王公。某有父母在其故宅，公主令婢詣宅起居，送錢億貫，他物稱是。某家因資，鬱為榮貴。如是七歲，生二子一女。公主忽言，欲為之娶婦。某甚愕，怪有此語。主云：「我本非人，不合久為君婦。君亦當業有婚媾，知非恩愛之替也。」其後亦更別婚，而往來不絕。婚家以其一往，輒數日不還，使人候之，見某恆入廢宅，恐為鬼神所魅，他日，飲之致醉，乃命術士書符，施衣服中及其形體，皆遍。某後復適公主家，令家人出，止之，不令入，某初不了其故，倚門惆悵。公主尋出門下，大相責讓，云：「君素貧士，我相抬舉，今為貴人。此亦於君不薄，何故使婦家書符相間，以我不能殺君也？」某視其身，方知有符，求謝甚至。公主云：「吾亦諒君此情，然符命已行，勢不得住。」悉呼兒女，令與父訣，某涕泣哽咽。公主命左右促裝，即日出城。某問其居，兼求名氏。公主云：「我華嶽第三女也。」言畢訣去，出門不見。

### 沉香太子全传
1957年出版图书《董永沉香合集》（杜颖陶/编）引宝卷《沉香太子全传》略谓：
汉代士子刘向“上京赶考”，路过华山神庙，题诗戏弄庙神华岳三娘，三娘怒欲杀之。玉帝遣太白金星告以与刘有姻缘三宿之分，三娘乃幻为大宅，候刘于途。俟刘投宿，诱迫而成亲焉。三宿已过，三娘道出真情。刘以沉香一块赠别，云他日生子取此为名，用作记认。三娘亦赠刘以夜明珠、玻璃盏等三宝。刘进京时考期已过，方欲献宝邀宫，又遇奸相凯觎，劫其三宝，反诬以盗名，绑赴法场，正待处决。三娘知之，遂作法令“飞沙走石”，刑不能举，使刘冤终得昭雪。“宝贝、文章，一齐献上皇帝”，钦赐扬州府巡按，“走马上任”。三娘在华山，值王母寿辰，诸仙俱赴蟠桃会庆寿。三娘因孕，托病未去。其兄二郎觇得其情，乃怒提华山，压之于地下洞中。三娘于洞中产子，取名沉香，遣夜叉送去扬州认父。时刘已娶王氏，生子秋儿，乃同抚育长大，入学读书。同学有秦丞相子官保，讥沉香为无娘子，沉香、秋儿怒，同打死官保。王氏以秋儿入狱抵罪，纵沉香逃难，且往救其母。几经波折，沉香终到华山。遇何仙姑授以仙法，并窃得洞中萱花神斧，而与其舅华岳二郎大战于华山，变化易形，各显神通。诸仙咸来救助沉香，二郎亦得众神之助，神仙混战，胜负未分。玉帝乃敕太白金星下界说合二家，责令收兵。沉香因得斧劈华山，救出亲娘，母子团圆，玉帝敕封仙职。沉香乃返家，复于法场救出秋儿，“刘向奏明皇君”，皇君赐封沉香为“太子”。故沉香又称“沉香太子”。

### 八仙得道传
清代小說《八仙得道传》：

却说嫦娥和吕洞宾月下谈话，说到何仙姑无心一言，激得二郎神大发雷霆，用法将自己的亲妹妹元真夫人，压在泰山脚下。

铁拐先生吩咐他们：“现有元真夫人，因事被伊兄二郎神压在山下。贫道怜她事出无心，情有可原，特地邀请众位仙长，来帮他一点小忙。贫道之意，天律不可不遵；二郎的面子不能不顾。元真夫人既犯了天条，只得由她暂时委屈。”

铁拐先生又道：“第二桩，是夫人不久该生一位公子。此子当由何大仙姑替你采山川的精英，吸朝日之光华，制成一灯，名曰宝莲灯。你于分娩之后，将孩子和灯，放在东边一间屋内，自有土地替你送去，将孩子交付你丈夫王昌。这灯也不是人间凡火，光之所至，一切妖魔鬼魅，都得远避十里之外，而且通达灵性，能引入迷途。”

## 版本

### 杂剧
沉香太子劈华山
劈华山救母
刘锡沉香太子
沉香太子全传

### 戏曲
宁河戏《宝莲灯》
徐州梆子《华山情仇》

### 舞剧
参见宝莲灯 (舞剧电影)

### 电影
- 香港电影《宝莲灯》，中聯影業公司出品，1956年
- 香港电影《宝莲灯續集》，中聯影業公司出品，1957年
- 香港电影《七彩宝莲灯》，丽士影业公司出品，1963年
- 香港电影《宝莲灯》，國際電影懋業出品，1964年
- 香港电影《宝莲灯》，邵氏兄弟出品，1965年
- 1975电影《神童魔盒》

### 動畫电影
- 上海美術电影制片廠《西岳奇童》，1984年
- 上海美術电影制片廠《寶蓮燈》，1999年
- 上海美術电影制片廠《西岳奇童》，2006年
- 追光动画《新神榜：杨戬》，2022年

### 电视剧
- 香港無綫電視《民間傳奇之寶蓮燈》，3集，1976年
- 香港無綫電視《寶蓮燈》，27集，1986年
- 上海唐人影视《天地传说之宝莲灯》，37集，2001年
- 中国央视神话连续剧《宝莲灯》，35集，2005年
- 中国央视神话连续剧《宝莲灯前传》，46集，2009年

### 連環畫
- 《宝莲灯》（上海人民美术出版社、1956年9月出版）统一书号：T 8081·1304
- 《宝莲灯》（四川人民出版社、1980年7月出版）统一书号：R8118·730
- 《戏剧连环画 宝莲灯》（中国戏剧出版社、1980年12月出版）统一书号：8069·97
- 《宝莲灯》（河北人民出版社、1981年5月出版）统一书号：8086·1442
- 《上海美影家庭图书馆丛书 宝莲灯》（童趣出版有限公司/人民邮电出版社、1999年8月出版）ISBN 7-115-07982-X/G·618
- 《新编彩图经典神话故事 宝莲灯》（江苏少年儿童出版社、1999年8月出版）ISBN 7-5346-2078-3/J·560
- 《宝莲灯》（陕西人民美术出版社、2007年3月出版）

### 书籍
《董永沉香合集》1957年出版，作者杜颖陶。